# Illegal contact
Illegal contact, nieprzepisowy kontakt – przewinienie w futbolu amerykańskim powstające w sytuacji, gdy zawodnik obrony wchodzi w zabroniony przez przepisy kontakt z zawodnikiem ataku, skrzydłowym, który po przekroczeniu pięciu jardów od linii wznowienia gry zajmuje pozycję do złapania podania, które ma za chwilę nastąpić.